# Okres Zalaegerszeg

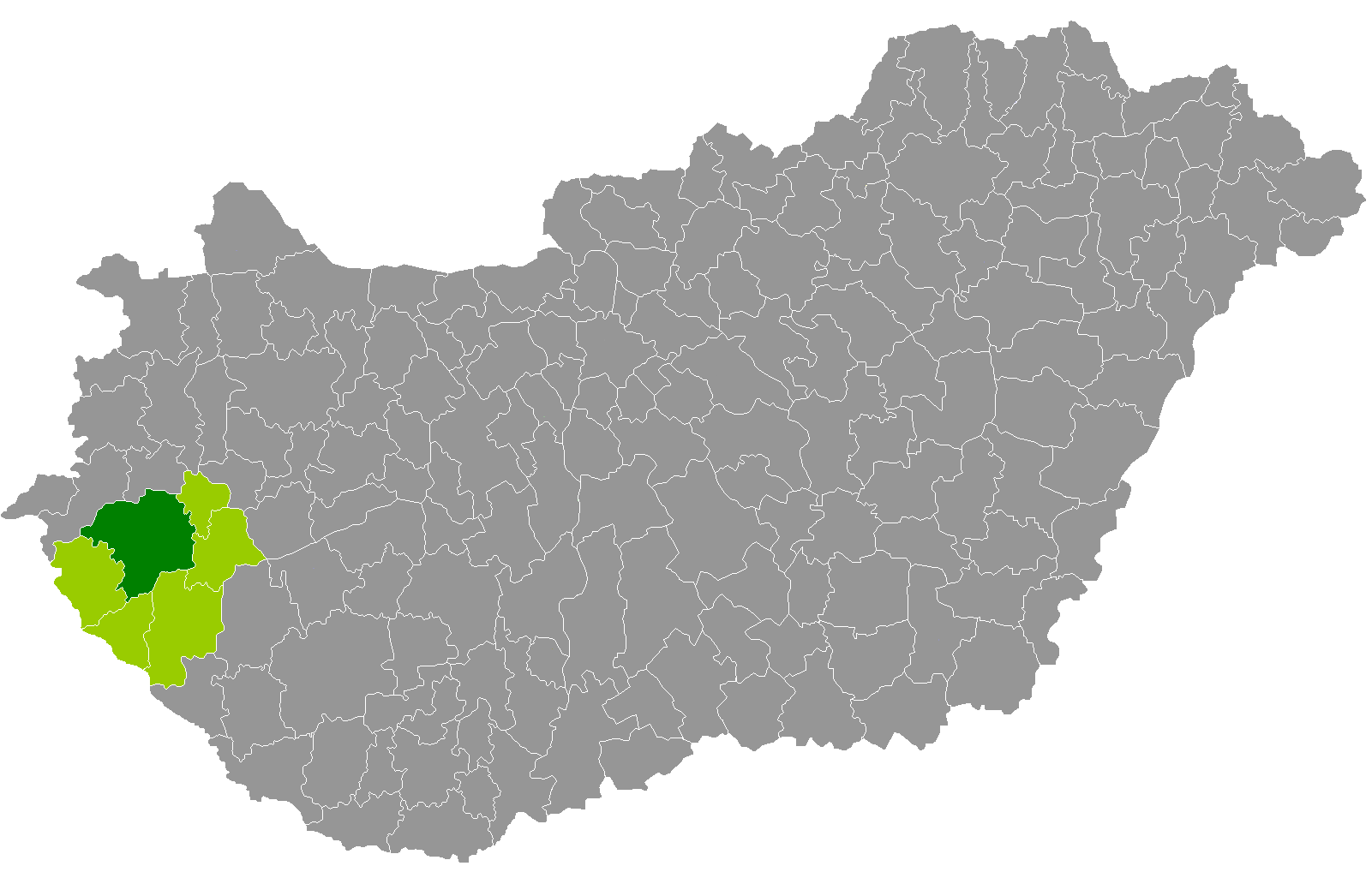
Okres Zalaegerszeg

Okres Zalaegerszeg se rozkládá v župě Zala v západním Maďarsku. Od roku 2013 je město Zalaegerszeg okresním městem. Je však zároveň hlavním městem župy Zala.

## Poloha, popis
Okres se nachází v Zalské pahorkatině v nadmořské výšce zhruba 127 - 312 m. Rozloha okresu je 1 044,70 km². Severní částí okresu protéká řeka Zala, která směřuje do Balatonu.
Okres je protkán hustou silniční sítí - hlavní silnice č.74 (E 65), v západní části také hlavní silnice č.86 a hlavní silnice č.74 a č.75.
V okresu je také důležitá křižovatka železničních tratí.

## Sídla a lidé
Od ledna 2013 jsou v okresu tři města a 81 vesnic. V lednu 2013 žilo v okresu 102 553 obyvatel. Obyvatelé pracují především v zemědělství a v živočišné výrobě, ale v okolí města Zalaegerszeg také ve službách a v průmyslu.
V tabulce jsou uvedena města a obce okresu. Počet obyvatel odpovídá stavu k lednu 2013.
|    | Jméno obce       | Typ obce    | Obyvatel | Rozloha v km2 |  | -- |  | -- |  |    | Jméno obce        | Typ obce | Obyvatel | Rozloha v km2 |
| -- | ---------------- | ----------- | -------- | ------------- |  | -- |  | -- |  | -- | ----------------- | -------- | -------- | ------------- |
| 1  | Zalaegerszeg     | župní město | 59 618   | 102,41        |  |    |  |    |  | 43 | Nagykutas         | vesnice  | 422      | 8,45          |
| 2  | Pacsa            | město       | 1 676    | 22,71         |  |    |  |    |  | 44 | Nagylengyel       | vesnice  | 509      | 10,24         |
| 3  | Zalalövő         | město       | 3 058    | 52,64         |  |    |  |    |  | 45 | Nagypáli          | vesnice  | 477      | 6,34          |
| 4  | Alibánfa         | vesnice     | 407      | 5,84          |  |    |  |    |  | 46 | Nemesapáti        | vesnice  | 519      | 10,37         |
| 5  | Almásháza        | vesnice     | 63       | 4,98          |  |    |  |    |  | 47 | Nemeshetés        | vesnice  | 262      | 6,61          |
| 6  | Alsónemesapáti   | vesnice     | 676      | 14,51         |  |    |  |    |  | 48 | Nemesrádó         | vesnice  | 295      | 14,02         |
| 7  | Babosdöbréte     | vesnice     | 466      | 12,52         |  |    |  |    |  | 49 | Nemessándorháza   | vesnice  | 302      | 11,16         |
| 8  | Bagod            | vesnice     | 1 254    | 16,37         |  |    |  |    |  | 50 | Nemesszentandrás  | vesnice  | 270      | 5,47          |
| 9  | Bak              | vesnice     | 1 628    | 23,05         |  |    |  |    |  | 51 | Németfalu         | vesnice  | 190      | 8,67          |
| 10 | Baktüttös        | vesnice     | 333      | 9,71          |  |    |  |    |  | 52 | Orbányosfa        | vesnice  | 126      | 5,68          |
| 11 | Becsvölgye       | vesnice     | 791      | 21,40         |  |    |  |    |  | 53 | Ormándlak         | vesnice  | 122      | 5,75          |
| 12 | Bezeréd          | vesnice     | 141      | 12,14         |  |    |  |    |  | 54 | Ozmánbük          | vesnice  | 198      | 6,69          |
| 13 | Bocfölde         | vesnice     | 1 123    | 8,73          |  |    |  |    |  | 55 | Padár             | vesnice  | 112      | 10,69         |
| 14 | Boncodfölde      | vesnice     | 346      | 5,90          |  |    |  |    |  | 56 | Pálfiszeg         | vesnice  | 159      | 5,59          |
| 15 | Böde             | vesnice     | 296      | 9,17          |  |    |  |    |  | 57 | Pethőhenye        | vesnice  | 418      | 8,87          |
| 16 | Búcsúszentlászló | vesnice     | 811      | 1,54          |  |    |  |    |  | 58 | Petrikeresztúr    | vesnice  | 370      | 8,77          |
| 17 | Csatár           | vesnice     | 550      | 7,79          |  |    |  |    |  | 59 | Pókaszepetk       | vesnice  | 937      | 18,69         |
| 18 | Csertalakos      | vesnice     | 27       | 1,99          |  |    |  |    |  | 60 | Pölöske           | vesnice  | 842      | 45,23         |
| 19 | Csonkahegyhát    | vesnice     | 326      | 8,28          |  |    |  |    |  | 61 | Pusztaederics     | vesnice  | 166      | 9,55          |
| 20 | Csöde            | vesnice     | 80       | 10,61         |  |    |  |    |  | 62 | Pusztaszentlászló | vesnice  | 598      | 10,34         |
| 21 | Dobronhegy       | vesnice     | 142      | 2,15          |  |    |  |    |  | 63 | Salomvár          | vesnice  | 615      | 16,11         |
| 22 | Egervár          | vesnice     | 1 051    | 10,29         |  |    |  |    |  | 64 | Sárhida           | vesnice  | 796      | 5,09          |
| 23 | Gellénháza       | vesnice     | 1 571    | 5,24          |  |    |  |    |  | 65 | Söjtör            | vesnice  | 1 461    | 36,16         |
| 24 | Gombosszeg       | vesnice     | 36       | 2,16          |  |    |  |    |  | 66 | Szentkozmadombja  | vesnice  | 67       | 5,08          |
| 25 | Gősfa            | vesnice     | 321      | 10,45         |  |    |  |    |  | 67 | Szentpéterfölde   | vesnice  | 132      | 11,99         |
| 26 | Gutorfölde       | vesnice     | 1 051    | 24,85         |  |    |  |    |  | 68 | Szentpéterúr      | vesnice  | 1 003    | 15,96         |
| 27 | Gyűrűs           | vesnice     | 96       | 4,19          |  |    |  |    |  | 69 | Teskánd           | vesnice  | 1 116    | 4,85          |
| 28 | Hagyárosbörönd   | vesnice     | 310      | 11,25         |  |    |  |    |  | 70 | Tilaj             | vesnice  | 195      | 8,16          |
| 29 | Hottó            | vesnice     | 327      | 6,70          |  |    |  |    |  | 71 | Tófej             | vesnice  | 713      | 15,32         |
| 30 | Iborfia          | vesnice     | 9        | 2,59          |  |    |  |    |  | 72 | Vasboldogasszony  | vesnice  | 610      | 11,75         |
| 31 | Kávás            | vesnice     | 247      | 6,64          |  |    |  |    |  | 73 | Vaspör            | vesnice  | 373      | 13,45         |
| 32 | Kemendollár      | vesnice     | 523      | 16,07         |  |    |  |    |  | 74 | Vöckönd           | vesnice  | 103      | 2,79          |
| 33 | Keménfa          | vesnice     | 90       | 14,89         |  |    |  |    |  | 75 | Zalaboldogfa      | vesnice  | 334      | 11,47         |
| 34 | Kisbucsa         | vesnice     | 450      | 8,80          |  |    |  |    |  | 76 | Zalacséb          | vesnice  | 514      | 9,63          |
| 35 | Kiskutas         | vesnice     | 171      | 4,69          |  |    |  |    |  | 77 | Zalaháshágy       | vesnice  | 371      | 12,13         |
| 36 | Kispáli          | vesnice     | 291      | 4,51          |  |    |  |    |  | 78 | Zalaigrice        | vesnice  | 119      | 7,73          |
| 37 | Kustánszeg       | vesnice     | 481      | 11,42         |  |    |  |    |  | 79 | Zalaistvánd       | vesnice  | 352      | 10,80         |
| 38 | Lakhegy          | vesnice     | 453      | 8,58          |  |    |  |    |  | 80 | Zalaszentgyörgy   | vesnice  | 408      | 9,83          |
| 39 | Lickóvadamos     | vesnice     | 198      | 6,69          |  |    |  |    |  | 81 | Zalaszentiván     | vesnice  | 1 042    | 13,10         |
| 40 | Milejszeg        | vesnice     | 308      | 9,08          |  |    |  |    |  | 82 | Zalaszentlőrinc   | vesnice  | 279      | 4,89          |
| 41 | Misefa           | vesnice     | 291      | 6,51          |  |    |  |    |  | 83 | Zalaszentmihály   | vesnice  | 971      | 20,83         |
| 42 | Nagykapornak     | vesnice     | 925      | 24,41         |  |    |  |    |  | 84 | Zalatárnok        | vesnice  | 673      | 25,95         |